# Люта Олександра Валеріївна
Люта Олександра Валеріївна (нар. 9 березня 1977, Івано-Франківськ) — українська акторка. Заслужена артистка України (2016).

## Життєпис
Олександра Люта народилася 9 березня 1977 року в місті Івано-Франківськ.
Вона виросла у багатодітній родині, де була однією з чотирьох дітей. Родина не мала професійного зв'язку з мистецтвом, але їхній дім був наповнений любов'ю до творчості, особливо до музики. Мама Олександри, хоча й не була музиканткою, володіла природним академічним голосом і захоплювалася оперою, часто виконуючи арії вдома. Це вплинуло на формування музичного смаку Олександри, заклавши підґрунтя для її любові до мистецтва.
Шкільну освіту Олександра розпочала в 10-й школі, де навчалася до 4 класу, а після відкриття нової школи перейшла до 22-ї. Її дитинство було насичене різними заняттями: вона чотири роки навчалася гри на фортепіано, три роки займалася бальними танцями, спортивним рок-н-ролом та синхронним плаванням. Також мала досвід у легкій атлетиці та боротьбі. Музичні й акторські задатки Олександра успадкувала від матері, а сценічне мистецтво стало її природним покликанням. Від самого дитинства вона відчувала своє призначення стати актрисою і з відданістю прямувала до своєї мети.
У 1994—1998 роках навчалася у Львівській музичній академії імені Миколи Лисенка на вокальному факультеті, акторського відділення, курс народного артиста України Богдана Козака.
Під час навчання Олександра Люта проходила програму під керівництвом Богдана Миколайовича Козака, яка включала в себе різноманітні класичні й театральні твори. Уже на першому курсі студенти працювали над п’єсами Антона Чехова, що вимагало тонкого, "акварельного" підходу до гри. Згодом настав час для більш "масивних і яскравих" фарб, коли вони вивчали твори Вільяма Шекспіра. Студенти також опановували Ярмарковий театр, де головною метою було передати все чітко й зрозуміло глядачеві. Після цього вони працювали над "Водевілем", а дипломною роботою була п'єса Володимира Винниченка "Натусь". У цій постановці Олександра виконувала епізодичну роль, але навіть такі невеликі завдання допомогли їй здобути цінний досвід для майбутньої акторської кар'єри.
У 1998—1999 року - акторка Першого українського театру для дітей та юнацтва.
Після завершення навчання Олександра Люта почала свою кар’єру, пропрацювавши сезон у Першому українському театрі для дітей та юнацтва. На той момент в Театрі імені Марії Заньковецької, не було вільних місць. Але наприкінці театрального сезону Олександрі зателефонували з театру Заньковецької з пропозицією зіграти роль Ксені у виставі "Гуцулка Ксеня". Ця роль вимагала вокальних навичок, оскільки "Гуцулка Ксеня" — це оперета, і Олександра, без вагань, погодилася.
З 1999 року — акторка Львівського національного академічного українського драматичного театру імені Марії Заньковецької.

## Ролі в театрі
1. 26.07.1997 - «Гуцулка Ксеня» Я. Барнич – Гуцулка Ксеня;
2. 18.10.1998 - «У неділю рано зілля копала…» О.Кобилянська – циганка, гуцулка;
3. 23.11.1999 - «Хоробрий півник» Н. Забіла, Б. Янівський – Сорока;
4. 12.1999 - «Талан» М. Старицький – Квятковська;
5. 04.2000 - «Криваве весілля» Ф. Г. Лорка – дівчина;
6. 26.05.2000 - «Дядя Ваня» А. Чехов – Олена Андріївна;
7. 08.07.2000 - «Два кольори» Д. Павличко – художнє читання, спів;
8. 22.06.2001 - «Доки сонце зійде, роса очі виїсть…» М. Кропивницький – дівчина;
9. 12.10.2001 - «Затюканий апостол» А. Макайонок – «Малюк»;
10. 21.09.2002 - «Неаполь – місто попелюшок » Н. Ковалик – емігрантка;
11. 09.03.2003 - «Державна зрада» Рей Лапіка – панянка на балу;
12. 19.07.2003 - «Анатоль» А. Шніцлер – Емілія;
13. 07.11.2003 - «Кайдашева сім’я» І. Нечуй – Мотря;
14. 13.03.2004 - «Оргія» Леся Українка – танцівниця;
15. 10.06.2004 - «Романтики» Е. Ростан – Сільветта;
16. 16.10.2004 - «Запрошення в замок» Ж. Ануй – Ізабелла;
17. 25.02.2006 - «Хелемські маудреці» М. Гершензон – Ціреле;
18. 28.10.2006 - «Валентин і Валентина» М.Рощин – Женя, Діана;
19. 17.12.2006 - «Амадей» П. Шеффер – Констанція;
20. 30.06.2007 - «Замшевий піджак» С.Стратієв – Марія Дерменджієва;
21. 28.05.2009 - «Божевільна» Роман Горак – Ольга, дружина Івана Франка (моновистава);
22. 02.07.2009 - «Розповідь незнайомого» А.Чехов – Зінаїда;
23. 31.01.2009 - «Історія коня» Л.Толстой – Мат’є  (вона ж Марі);
24. 26.09.2009 - «Троє товаришів» Е.-М.Ремарк – Патріція Гольман;
25. 05.12.2009 - «Сватання на Гончарівці» Г. Квітка-Основ’яненко – дівчина;
26. 12.05.2010 - «Актриса» Р. Горак – Марія Заньковецька (моновистава);
27. 14.05.2010 - «Мина Мазайло» М. Куліш – Уля;
28. 18.07.2010 - «Підступність і кохання» Ф. Шиллер – Леді Мілфорд;
29. 30.10.2010 - «Небилиці про Івана…» Іван Миколайчук – Попадя;
30. 05.03.2011 - «Невольник» Т. Шевченко – Дівчина;
31. 17.05.2014 - «Ярославна – королева Франції» Валентин Соколовський – Анна Ярославна;
32. 27.02.2015 - «Вій, вітерець!» Яніс Райніс – Орта, літня жінка;
33. 18.07.2015 - «Безодня» Орест Огородник – Катерина;
34. 26.12.2015 - «Різдвяна ніч»М.Старицький – Маруся, подруга Оксани; Дівчата;
35. 17.06.2016 - «Жіночий дім» Зоф’я Налковська – Йоанна Нелевічова;
36. 24.02.2017 - «Труффальдіно з Бергамо» Карло Гольдоні – Беатріче Распоні;Бек-вокал;
37. 11.11.2017 - «Марія Заньковецька» Іван Рябокляч – Студенти, актори, селяни, музики;
38. 24.02.2018 - «За двома зайцями»М.Старицький – Устя, черевичниця;
39. 17.06.2018 - «Перед заходом сонця» Г. Гауптман – Інкен;
40. 28.10.2018 - «Гуцульський рік» Гнат Хоткевич – Василина; Газдині, Газди, Колядники, Дівчата;
41. «Соло для мідних труб» Орест Огородник – Марія, дружина;    Мітингувальники;
42. 06.07.2019 - «Пітер Пен: нова історія» Дж.Баррі – Діана Дарлінг, Віола;
43. 28.12.2019 - «Фредерік або Бульвар злочинів»Е.Е.Шмітт – Береніка;
44. 29.02.2020 - «#Антонич _Ми» Н.Боймук – Яна;
45. 23.12.2020 -  концерт« Різдвяне диво є!» – солісти;
46. 14.05.2021 - «Ім’я» М.Делапорт, А.Пательєр – Елізабет Гаро-Ларме;
47. 09.07.2021 - «Тригрошова опера»Б.Брехт – Дженні;
48. 12.11.2021 - «Кассандра»Л.Українка – Кассандра;
49. 18.06.2022 - «П’ять пісень Полісся» – Агафія; Головиха;
50. 21.10.2023 - «Доця » Т.Горіха Зерня – Доця;
51. 09.12.2023 - «Якось на Святвечір » різдвяний концерт – директор дитбудинку;
52. 23.08.2024 - “Кайдаші” Іван Нечуй-Левицький; режисер - Ігор Білиць - Хор;
53. 21.09.2024 - “Чарлі і шоколадна фабрика” Роальд Дал; Режисерка – Наталія Сиваненко - Місіс Бакет;

## Фільмографія

### Фільми
- 2012 — «Срібна Земля. Хроніка Карпатської України 1919—1939» — епізодична роль.
- 2013 — «Доторкнись і побач» — Оксана, мати Оленки, головна роль.
- 2016 — «Жива» — дружина Грома.

### Серіали
- 2016 — Черговий лікар — 38 серія — мати пацієнта.
- 2017 — «Жіночий лікар-3» — Галина Сердюк, пацієнтка.
- 2017 — «Лікар Ковальчук» — 1 сезон, 11 серія  — пацієнтка Світлана Аркадіївна.
- 2019 — «Таємниці» — епізодична роль.
- 2019 — «Новенька» - Ореста;
- 2020 — «Відважні» — Рената Маркович, головна роль.
- 2020 — «Сага» — Христина Козак (38-50 років).
- 2022 — «Сліпа» — 3 сезон, 5 серія - Олена Констянтинівна, начальниця.
- 2023 — «Жіночий лікар. Нове життя» — Людмила Пишна, головна роль.
- 2024 —  «Жіночий лікар. Нове життя» 2 сезон — Людмила Пишна, головна роль.